# Bad Heilbrunn
Bad Heilbrunn er en kommune i Landkreis Bad Tölz-Wolfratshausen i den sydlige del af Regierungsbezirk Oberbayern i den tyske delstat Bayern, med godt 3.700 indbyggere.

## Geografi
Bad Heilbrunn ligger ved en af de nordligste udbugtninger af Alperne i det sydlige Bayern. De nærmeste bjerge er "Stallauer Eck" (1.216 m), Zwiesel (1.348 m) og Blomberg (1.237 m). Kommunen ligger mellem floderne Isar og Loisach og mellem byerne Penzberg i vest, og Bad Tölz i øst. Mod nord er den nærmeste by Geretsried, den indbyggermæssigt største by i landkreisen.
Deutsche Alpenstraße går, ligesom Bodensee-Königssee-Cykelruten gennem Bad Heilbrunn.

## Bydele, landsbyer og bebyggelser
Der er 34 bydele, landsbyer og bebyggelser i Bad Heilbrunn. Ud over hovedbyen er det : Achmühl, Baumberg, Bernwies, Bocksberg, Fletzen, Graben, Hinterstallau, Hohenbirken, Hub, Karpfsee, Kiensee, Langau, Letten, Linden, Mürnsee, Nantesbuch, Oberbuchen, Oberenzenau, Obermühl, Obersteinbach, Ostfeld, Podling, Ramsau, Reindlschmiede, Schönau, Unterbuchen, Unterenzau, Unterkarpfsee, Untersteinbach, Voglherd, Weiherweber, Wiesweber, Wörnern.